# Polyura bandanus
Polyura bandanus är en fjärilsart som beskrevs av Rothschild 1898. Polyura bandanus ingår i släktet Polyura och familjen praktfjärilar. Inga underarter finns listade i Catalogue of Life.